# 秘密の扉 (テレビドラマ)
『秘密の扉』（ひみつのとびら、ハングル：비밀의 문: 의궤 살인 사건）は、2014年9月22日から12月22日まで韓国・SBS月火ドラマ枠（毎週月・火曜日22:00-23:15）で放送されたテレビドラマ。全24回。
李氏朝鮮第21代王英祖が息子である思悼世子を米びつに閉じ込めて餓死させた、朝鮮王朝史に残る悲劇を殺人事件という新たな解釈を織り交ぜ、ミステリータッチで描いた時代劇。オリジナルタイトルは『秘密の扉～儀軌殺人事件』。

## あらすじ
1754年、英祖の息子で摂政を務めるイ・ソン（後の思悼世子）はある日、唯一の親友である画員のシン・フンボクを連れて身分を隠して町に出かける。そこで貸本業が違法な商売として取り締まられている実態を知り、独断で貸本業を許可すると宣言するが、政治の主導権を握る老論派の重臣たちだけでなく英祖からも反発を買ってしまう。
数日後、フンボクが先代の王景宗が眠る王陵の井戸から死体となって発見される。だが、彼の死は自殺として早々に処理され、フンボクとその家族は逆賊とされてしまう。これに疑問を持ったソンは、町で知り合った美しく聡明な貸本屋の娘ソ・ジダムに秘かに協力を仰ぎ、親友の死の真相を探る。
そしてその過程で、ソンはある連判状の存在を知るが、それは父・英祖が隠し通してきたある“秘密の扉”を開くことになるものであった。

## キャスト
- 英祖：ハン・ソッキュ
- イ・ソン/思悼世子：イ・ジェフン
- ソ・ジダム：キム・ユジョン/ユン・ソヒ（第14話～）
- 恵慶宮洪氏：パク・ウンビン
- ナ・チョルチュ：キム・ミンジョン
- チェ・ジェゴン：チェ・ウォニョン
- シン・フンボク：ソ・ジュニョン

## 日本での放送
- BSフジで2016年4月21日から5月25日まで毎週月～金曜日14:59-16:00に日本語吹替で放送された[2]。
- NHK BSプレミアム海外ドラマ枠(日曜21:00-22:00)で、2018年9月2日から2019年2月17日まで放送された。[3]

吹替キャスト
- 英祖：てらそままさき
- イ・ソン/思悼世子：川田紳司
- ソ・ジダム：小松未可子
- 恵慶宮洪氏：合田絵利
- ナ・チョルチュ：山本兼平
- チェ・ジェゴン：中村章吾